# Wzmacniacz selektywny
Wzmacniacz selektywny – wzmacniacz pracujący w ściśle określonym paśmie częstotliwości przy jednoczesnym dużym tłumieniu sygnałów poza pasmem.
Głównym zastosowaniem wzmacniaczy selektywnych są urządzenia odbiorcze: radiowe, telewizyjne, radarowe, analogowe systemy telekomunikacyjne, modemy, filtracja sygnałów pomiarowych. Najprostszym natomiast wzmacniaczem selektywnym jest obwód rezonansowy LC.
Głównymi elementami stosowanymi w różnego rodzaju wzmacniaczach selektywnych (sposób konstrukcji zależy od wzmocnienia i zakresu częstotliwości) są tranzystory bipolarne, MOSFET, wzmacniacze operacyjne, obwody RLC, linie długie, filtry piezoelektryczne i cyfrowe układy filtracji.

## Parametry
Głównymi parametrami wzmacniaczy selektywnych są:
- częstotliwość środkowa,
- górna częstotliwość graniczna,
- szerokość pasma przepustowego,
- współczynniki prostokątności p3/20 i p6/60,
- skuteczne wzmocnienie mocy,
- impedancje: wejściowa i wyjściowa,
- współczynnik szumów,
- dynamika (stosunek maksymalnej mocy wyjściowej do mocy szumów własnych),
- wzmocnienie różnicowe i sumacyjne,
- stałość wzmocnienia,
- rezystancja wejściowa i sumacyjna,
- rezystancja wyjściowa,
- maksymalna szybkość narastania impulsu wejściowego,
- zniekształcenia sygnału,
- opóźnienie grupowe (dla wzmacniaczy sygnałów z modulacją lub sygnałów impulsowych)

## Podział wzmacniaczy
Wzmacniacze selektywne dzielą się na:
- wzmacniacze bezindukcyjne (inaczej filtry aktywne),
- wzmacniacze wielkiej częstotliwości z obwodami LC lub filtrami piezoelektrycznymi.

Granica między tymi dwoma rodzajami wzmacniaczy nie jest dokładnie określona. Przyjmuje się, że współczesne filtry aktywne są stosowane do częstotliwości 1 MHz, a wzmacniacze wielkiej częstotliwości od 150 kHz.